# Mycoplasma leopharyngis
Mycoplasma leopharyngis è una specie di batterio appartenente alla famiglia delle Mycoplasmataceae.